# Eddie Rickenbacker
Edward Vernon "Eddie" Rickenbacker, född 8 oktober 1890 i Columbus, Ohio, död 27 juli 1973 i Zürich, Schweiz, var en amerikansk stridspilot, racerförare och företagare. 
Rickenbacker var USA:s mest framgångsrika flygaräss under första världskriget. Han var jaktpilot med 26 bekräftade nedskjutna motståndarplan.
Han grundade bilmärket Rickenbacker, som var verksamt  1922–1927. 1927 köpte han Indianapolis Motor Speedway som han sedan ägde i ett tiotal år. Han ledde också under många år Eastern Airlines.
Rickenbacker körde Indy Pace Car 1925 och blev invald i International Motorsports Hall of Fame 1992.